# سسنا ۴۱۴
سسنا ۴۱۴ (به انگلیسی: Cessna 414) یک هواگرد ساختِ کارخانهٔ سسنا در کشور ایالات متحده آمریکا است که در سال ۱۹۶۸-۱۹۸۵ ساخته شد. این هواگرد برای نخستین بار در ۱ نوامبر ۱۹۶۸ میلادی مورد استفاده قرار گرفت.